# Postillon (Schmetterling)

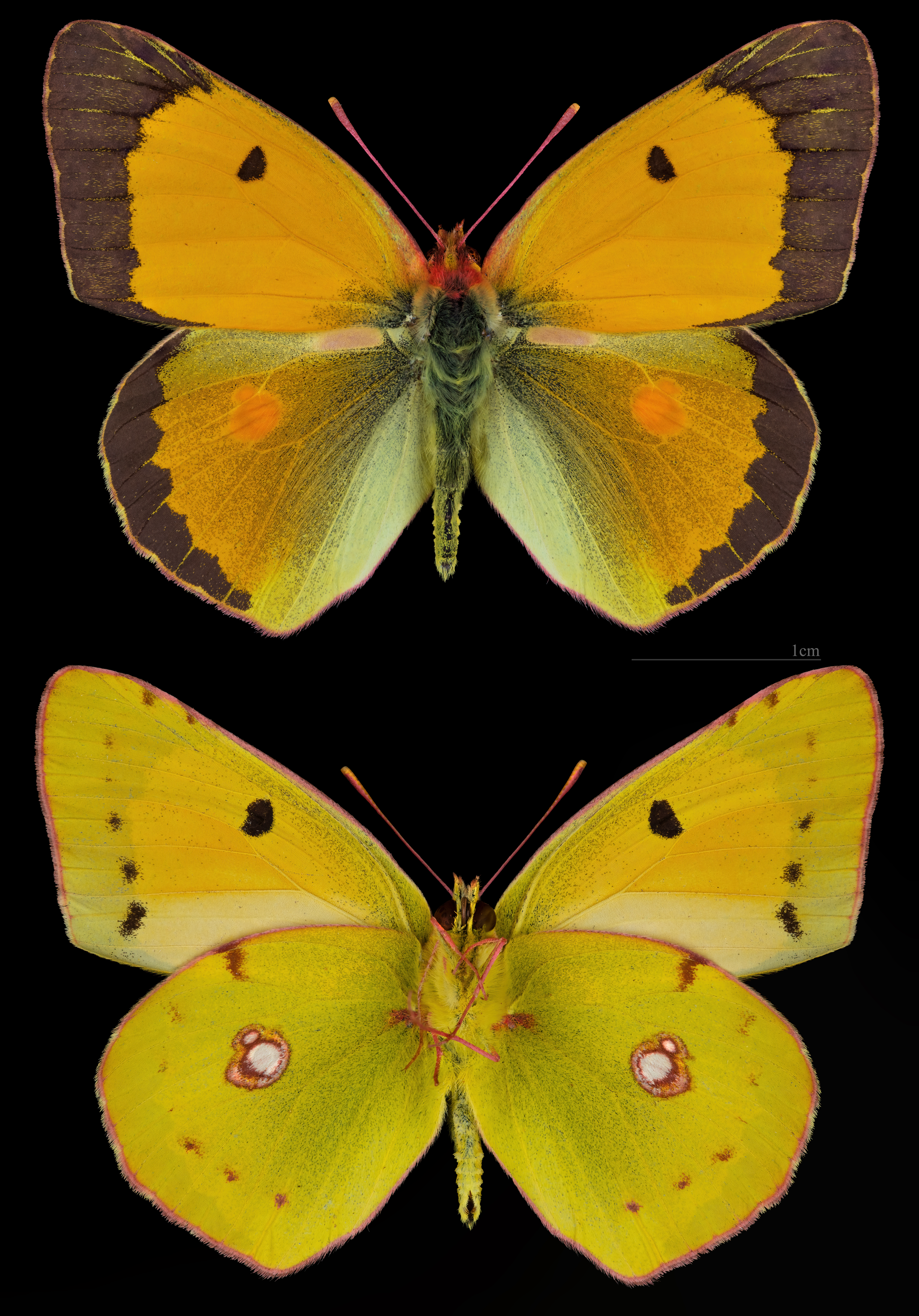
Männchen

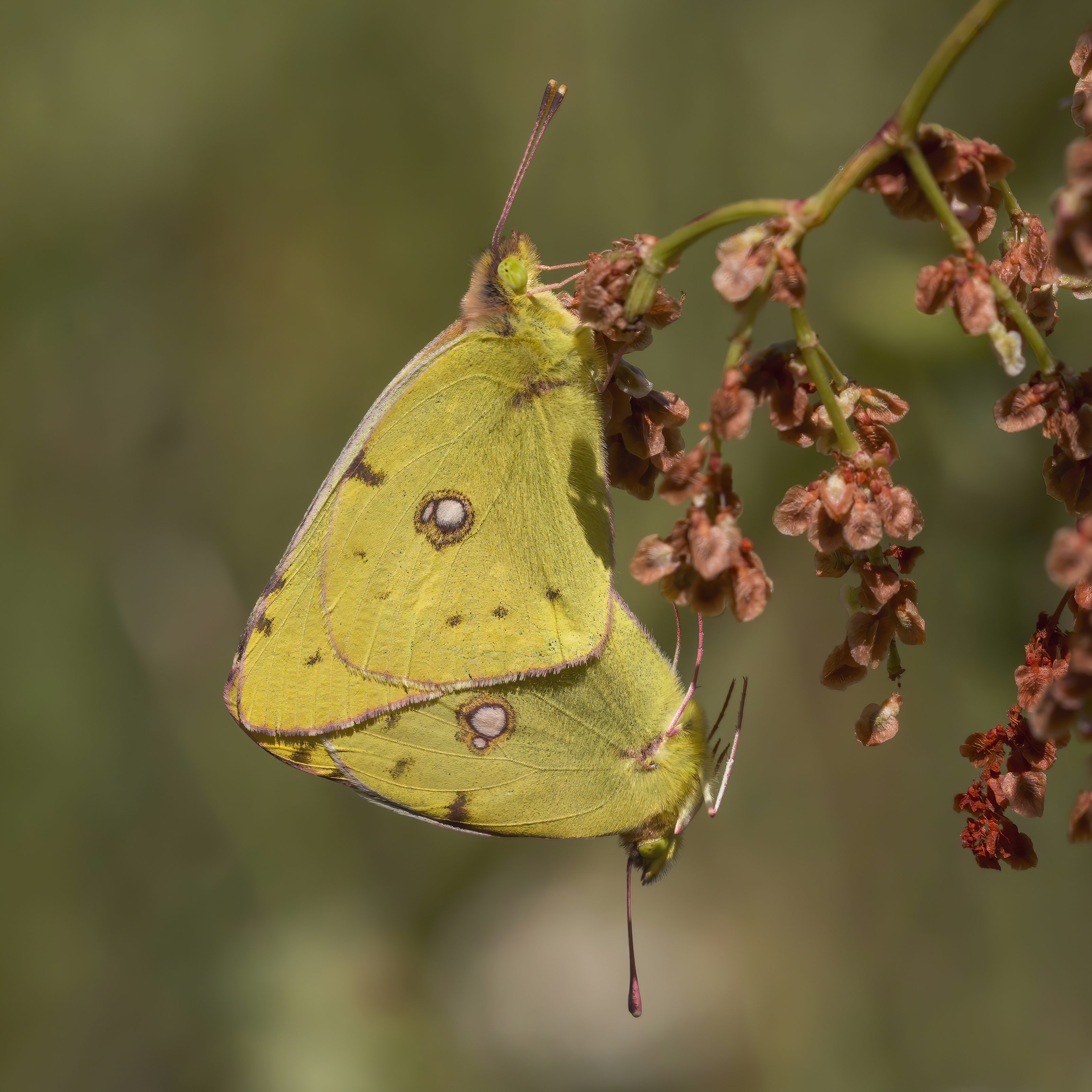
Paarung des Postillons (Colias croceus) in Bulgarien

Der Postillon, auch Postillion, Großes Posthörnchen, Gelbes Posthörnchen Wander-Gelbling/Wandergelbling oder Orangeroter Kleefalter (Colias croceus, Syn.: C. edusa), ist ein Schmetterling (Wanderfalter) aus der Familie der Weißlinge (Pieridae).

## Merkmale

### Merkmale der Imagines
Der Postillon hat eine Flügelspannweite von 40 bis 50 Millimeter. Die Männchen haben eine orangegelbe Flügeloberseite mit einer breiten dunklen Randbinde. Diese Randbinde ist auf den Vorderflügeln immer und auf den Hinterflügel oft von gelben Adern durchtrennt, was bei Gegenlicht ein hilfreiches Unterscheidungsmerkmal zu anderen Colias-Arten sein kann. Nahe der Flügelbasis in Zelle 7 der Hinterflügel befindet sich ein deutlicher Duftschuppenfleck. Das Weibchen hat in der dunklen Randbinde gelbe Flecke und die Hinterflügel sind graugelb mit einem deutlich sichtbaren orangen Fleck in der Zelle.
Beide Geschlechter haben auf der Unterseite der Vorderflügel deutlich sichtbare dunkle Flecke in der Postdiskalregion. Die Flügelränder sind graugelb, wobei beim Weibchen der gesamte Hinterflügel graugelb ist.

### Merkmale der Raupen
Die Raupe des Postillons ist grün mit einem schmalen gelb-orangen Seitenstreifen und ähnelt der Raupe der Goldenen Acht (Colias hyale).

### Unterarten und Formen

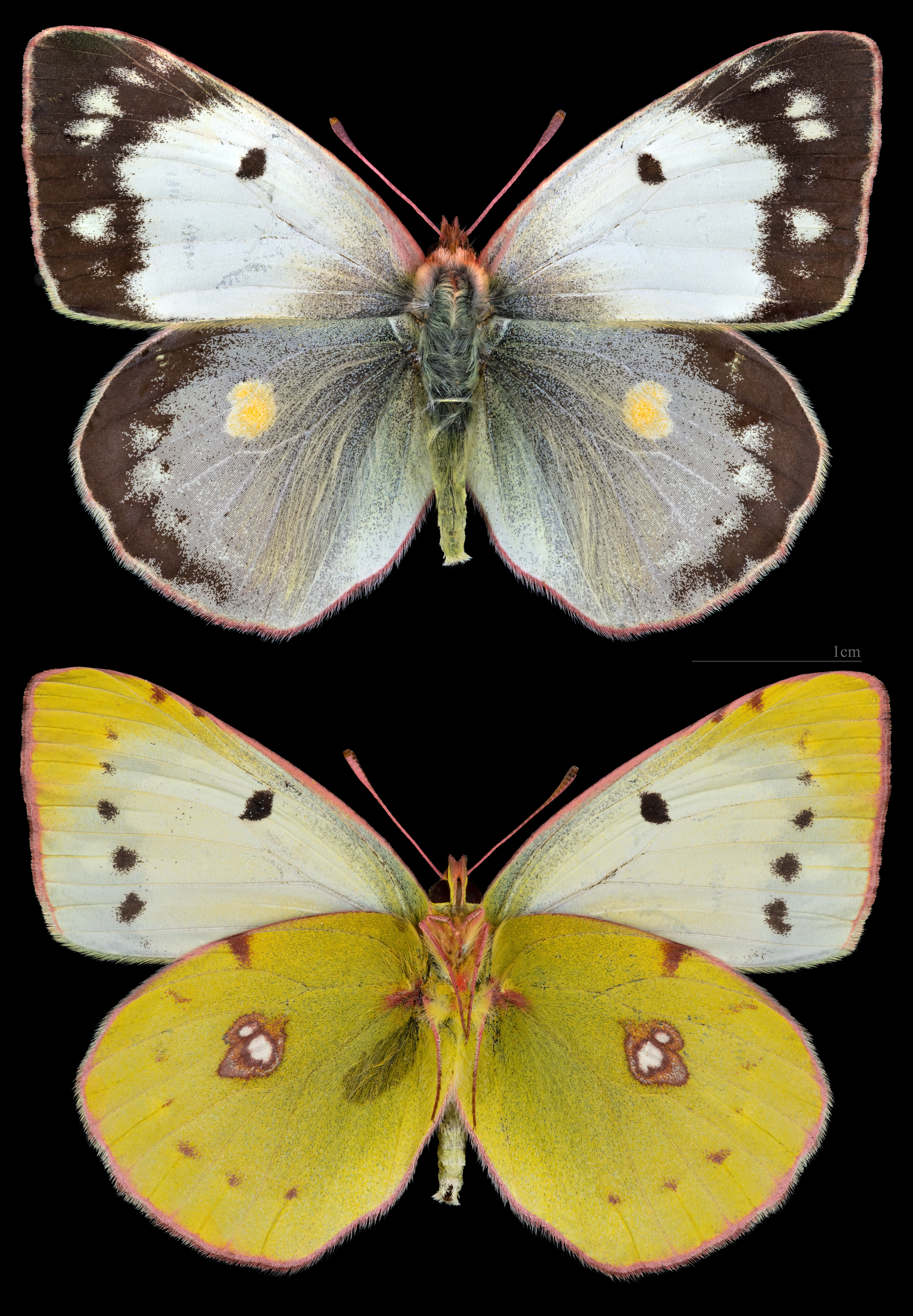
Unterart Colias croceus f. helice

- Colias croceus f. helice (Hübner) ist eine weiße Form der Weibchen die genetisch fixiert ist und bei ca. zehn Prozent der Imagines vorkommt.

### Ähnliche Arten
- Der Orangerote Heufalter (Colias myrmidone) ist meist dunkler orange und besitzt keine von Adern unterbrochenen Randbinden. Er ist im östlichen Österreich, auf dem Balkan sowie in Südrussland verbreitet.
- Die Männchen von Colias erate sind gerade in Mitteleuropa oft orange gefärbt. Er ist von Sachsen und Niederösterreich über Südosteuropa über das gemäßigte Asien bis nach Japan verbreitet.
- Die Weibchen der Goldenen Acht (Colias hyale) und des Hufeisenklee-Gelblings (Colias alfacariensis) ähneln dem Weibchen des Postillons.

## Vorkommen
Die Verbreitung des Postillons erstreckt sich von Nordafrika über Süd- und Mitteleuropa, die Türkei und Westasien bis nach Afghanistan. Er ist außerdem auf den Mittelmeerinseln und den Atlantikinseln Kanaren, Azoren und Madeira vertreten. In Europa endet die Verbreitung bei etwa 60° Nord. Der Postillon ist hauptsächlich in warmen Gegenden im offenen Gelände bis auf 2.000 Meter über NN anzutreffen.
In Deutschland wird er regelmäßig, aber nur in geringer Individuenzahl gesichtet. Lange wurde angenommen, die Art könne nördlich der Alpen nicht überwintern, in Deutschland wird jedoch regelmäßig die Überwinterung von Eiern und Raupen belegt, so im Kaiserstuhl. Bei der Wanderung ist er auf 3.200 Meter über NN beobachtet worden.

## Lebensweise
Der Raupen des Postillons ernähren sich von den Blättern von Luzerne, Gewöhnlichem Hornklee, Bunter Kronwicke sowie weiterer Klee- und Wicken-Arten.
Für die Falter stellen Luzerne, Wiesen-Klee und Wiesen-Flockenblume im Sommer wichtige Nektarquellen dar. Im Herbst sind gelbe Blüten wie z. B. Steifhaariger Löwenzahn, Doldiges- und Kleines Habichtskraut und Gewöhnliches Ferkelkraut wichtig. Unter den Gartenblumen werden Studentenblumen (Tagetes) angeflogen.

### Flug- und Raupenzeiten
Die Postillon fliegt von April, Mai bis in den späten Herbst in mehreren Generationen. Die Raupen der ersten Generation können von Juni bis Juli, die der zweiten Generation von August bis September angetroffen werden.